# 大阪府住宅供給公社
大阪府住宅供給公社（おおさかふじゅうたくきょうきゅうこうしゃ）は、大阪府にある地方住宅供給公社である。

## 概要
事業は直轄事業と受託事業に大別され、直轄事業は公社が自ら所有している賃貸住宅、公益的施設（店舗・駐車場等）、賃貸土地等の管理・運営。受託事業は府営住宅の管理等、主に大阪府からの委託によるものである。賃貸住宅等管理事業が主要事業であり、新たに土地を取得して行う宅地開発事業については、現在行っていない。
近年では、「笑顔のくらしを！変革し続ける企業」という新たな「経営理念」（2018年4月策定）のもと、保有する賃貸住宅ストックを活用し、子育て世帯や高齢者等に対する良質な住宅の供給や、市町や民間企業、大学、NPO法人等と連携し、地域住民に求められる施設の導入を図る等、地域のまちづくりと一体となった事業に取組んでいる。

## 沿革
- 1950年 - 財団法人大阪府住宅協会設立
- 1964年 - 財団法人大阪府宅地協会設立
- 1965年 - 地方住宅供給公社法に基づき、大阪府住宅供給公社設立（財団法人大阪府宅地協会を組織変更）
- 1966年 - 財団法人大阪府住宅協会（1950年設立）を統合
- 2005年 - 財団法人大阪府住宅管理センター（1967年設立）を統合

## 主な事業

### 直轄事業

#### 賃貸住宅等管理事業
公社賃貸住宅（2018年度末時点 130団地約2万2千戸）、公益的施設（店舗・駐車場等）、賃貸土地等の管理を行う。公社の主要事業。

#### 耐震化事業
安全安心な住宅を提供するため、公社賃貸住宅の耐震化に取組んでいる。2018年度末時点で耐震化率は91.1%。

#### 建替等事業
時代のニーズに対応した安全安心で快適な設備を備えた住宅を提供するため、団地の建替事業を実施し、居住水準の向上を図り、あらゆる世代に住みやすい住宅を供給している。
建替えにあたっては、地域ニーズに応じた施設や公園等を設置する等、地域のまちづくりにも貢献している。

### 受託事業

#### 府営住宅管理事業
大阪府から府営住宅の管理を指定管理者制度に基づき受託している。現在は府内2地区（千里・泉北）の約3万2千戸について、入居者の公募や退去の手続き、入居者等への連絡及び相談・届出に関する業務、家賃等の収納、施設管理等に関する業務を行っている。また、公営住宅法の管理代行制度により、府内全ての府営住宅（約12万戸）の計画修繕業務を大阪府から受託している。

## 近年の取組み

### コミュニティ活性化

#### 茶山台としょかん
泉北ニュータウンの茶山台団地（堺市南区）の集会所を持ち寄り本からなる多世代が交流できる小さなとしょかん『茶山台としょかん』として2015年11月から開設。団地の枠を超えた多世代が集う場として活用されている。運営は、公社からNPO法人に委託をしている。

#### 丘の上の惣菜屋さん『やまわけキッチン』
高齢者の買い物支援・孤食の防止・健康寿命の延伸を目的に、泉北ニュータウンの茶山台団地（堺市南区）の一室を活用した「丘の上の惣菜屋さん『やまわけキッチン』を2018年11月から開設。主に惣菜販売を行っており、店内での飲食も可能。団地住民だけでなく、地域住民の来客もあり、食を通して多世代が交流できる場となっている。運営者はNPO法人。

#### DIY工房『DIYのいえ』
地域住民の繋がり・高齢者のいきがいづくり・若者世代の更なる流入を目的に、泉北ニュータウンの茶山台団地（堺市南区）の一室を活用した「DIY工房『DIYのいえ』」を2019年2月から開設。工具を取り揃えたワークスペースと、専門スタッフによる技術サポートや相談室等を備えたコミュニティスペースを設置することで、DIYを通して多世代が交流できる場となっている。運営者は株式会社カザールホーム（堺市中区）。

#### 大阪府国際交流財団との連携
外国人居住者への支援と、多文化が共生する良好なコミュニティ形成支援等を目的に、2019年7月に公益財団法人大阪府国際交流財団（大阪市中央区）と連携協定を締結。連携・協定事項については次の４つのとおり。①居住の安定確保に関すること。②生活情報等の多言語支援に関すること。③国際交流に関すること。④PRに関すること。

### 高齢者等の支援サービス

#### IoTを使った高齢者見守りサービスの実証実験
振動センサとIoTネットワーク「sigfox」を活用した、安価な高齢者見守りサービスの実証実験を相互に協力して行うことに関して、2018年7月に京セラコミュニケーションシステム株式会社（京都府）、株式会社VALUECARE（東京都中野区）と協定を締結。2019年3月に実証実験終了。

#### 『ふれあい訪問』サービス
緊急時の安否確認が速やかに行えるよう、公社賃貸住宅の単身高齢者等宅（65歳以上）の希望者に対し『ふれあい訪問』サービス2018年4月から開始。定期的に訪問し、生活状況の把握や日常生活の相談などを行う。

#### 『杉本町みんな食堂』
障がい者福祉との連携によって高齢者の生活支援を行うことを目的に、OPH杉本町（大阪市住吉区）の一室を活用した『杉本町みんな食堂』を運営することに関して、2018年7月にNPO法人チュラキューブ（大阪市住吉区）と協定を締結。単身高齢者等に対して就労継続支援B型事務所の利用者が食事を提供するサービスを行い、孤立・孤食の防止及びコミュニティの活性化をめざしている。

#### 『まちかど保健室』
団地や地域住民の健康寿命の延伸につなげることを目的に、社会福祉法人生長会（和泉市）、帝塚山学院大学（堺市南区）と連携して実施するイベント『まちかど保健室』を泉北ニュータウン 茶山台団地（堺市南区）の集会所で2016年10月から定期的に開催。専門職による健康講話や健康相談などを実施している。

#### 予約型駐車場サービス
介護車両や来訪者の駐車スペースを確保することを目的に、akippa株式会社（大阪市西区）、タイムズ24株式会社（東京都品川区）と連携し、インターネットを利用した予約型駐車場サービスを2018年11月から開始。85団地約2,000区画で導入している。

### 若年世帯の入居促進

#### リノベーション住宅『ニコイチ』
若年者・子育て世帯等の地域への誘引を目的に、隣り合う2つの住戸を1つにつなぎ合わせたリノベーション住宅『ニコイチ』（登録商標）を2015年2月から供給。2018年3月までに26プラン・32戸を供給しており、プラン等については公募による事業提案競技にて決定することでデザイン性の高いリノベーションとなっている。2017年度グッドデザイン賞受賞。

#### 大阪市立大学との連携協定
留学生等の安全・安心な居住環境の確保と地域の貢献に資することを目的に、2019年3月に公立大学法人大阪・大阪市立大学（大阪市住吉区）と連携協定を締結。連携・協定事項については次の4つのとおり。①留学生等への居住生活の安定確保に関すること。②団地住民等との国際交流の促進に関すること。③知的・物的資源の相互活用に関すること。④PRに関すること。

#### 桃山学院教育大学との連携協定
学生の安定的な居住による安心安全な学習環境の確保と地域コミュニティの活性化を目的に、2019年3月に学校法人桃山学院 桃山学院教育大学（堺市南区）と連携協定を締結。連携・協定事項については次の４つのとおり。①学割制度のモデル実施及び入居促進に関すること。②団地コミュニティ活動への支援に関すること。③知的・物的資源の相互活用に関すること。④PRに関すること。

## 事業所

### 本社・管理センター
- 本社（大阪府大阪市中央区今橋2丁目3-21　藤浪ビル）
- 北浜管理センター（大阪府大阪市中央区今橋2丁目3-21　藤浪ビル2階）
- 千里管理センター（大阪府豊中市新千里東町1丁目1-5　大阪モノレール千里中央ビル4階）
- 泉北ニュータウン管理センター（大阪府堺市南区茶山台1丁2-1　泉ヶ丘センタービル2階）

### 募集カウンター
- 北浜募集カウンター（大阪府大阪市中央区今橋2丁目3-21　藤浪ビル2階）

- 千里募集カウンター（大阪府豊中市新千里東町1丁目1-5　大阪モノレール千里中央ビル4階）

- 泉北募集カウンター（大阪府堺市南区茶山台1丁6番1号　ステーションプラザ泉ヶ丘3階301）

## 主な公社賃貸住宅
- 五月丘団地（池田市）
- OPH石橋テラス（池田市）
- OPH新千里西町（豊中市）
- 千里山田西団地（吹田市）
- OPH千里佐竹台（吹田市）
- 茨木郡山団地（茨木市）
- 下田部団地（高槻市）招堤団地（枚方市）
- 星田団地（交野市）
- 香里三井団地（寝屋川市）
- 打上団地（寝屋川市）
- OPH守口長池町（守口市）
- 門真団地（門真市）
- 西田辺団地（大阪市阿倍野区）
- OPH杉本町（大阪市住吉区）
- ふれっくすコート吉田（東大阪市）OPH山本（八尾市）
- OPH大浜（堺市堺区）
- OPH新金岡（堺市北区）
- 茶山台団地（堺市南区）
- 晴美台団地（堺市南区）
- 原山台団地（堺市南区）
- 庭代台団地（堺市南区）
- 鴨谷台団地（堺市南区）
- 羽衣団地（高石市）
- さつき団地（泉大津市）
- ロジェ長野（河内長野市）
- 加守団地（岸和田市）
- 貝塚中央団地（貝塚市）
- 熊取団地（泉南郡熊取町）